# Anat Atzmon
Pour les articles homonymes, voir Atzmon.
 (mars 2020).
Anat Atzmon (en hébreu : ענת עצמון ; née le 27 novembre 1958 à Tel Aviv-Jaffa) est une actrice israélienne.

## Biographie
Atzmon a servi dans l'armée israélienne sur le théâtre militaire[pas clair]. Elle a ensuite étudié le théâtre à l'université de Tel Aviv.
Elle est connue pour sa participation au film Juke Box. En 1986, elle est apparue dans Every Time We Say Goodbye. Elle a participé au doublage hébreu de la série pour enfants Chat boume.
En tant que chanteuse, elle a sorti deux albums, en 1989 et 1992. Elle a participé au concours national pour la représentation d'Israël à l'Eurovision.
En 1997, elle a écrit un livre pour enfants.